# René Jeanne
René Victor Paul Marie Jeanne est un écrivain, historien du cinéma, scénariste et acteur français, né le 5 janvier 1887 dans le 8e arrondissement de Paris, ville où il est mort le 1er novembre 1969 dans le 9e arrondissement.
Il a été membre du jury de la Mostra de Venise en 1937 et 1938. Outre ses ouvrages sur le cinéma, il a publié plusieurs romans.
Il a été marié à la comédienne Suzanne Bianchetti.

## Filmographie

### Scénariste
- 1917 : La Femme française pendant la guerre  d'Alexandre Devarennes
- 1919 : Trois familles d'Alexandre Devarennes
- 1924 : Violettes impériales d'Henry Roussell
- 1928 : Le Duel de Jacques de Baroncelli
- 1928 : Lights of Paris de Pierre Hemp
- 1932 : Violettes impériales de Henry Roussell
- 1946 : Les Trois Tambours de Maurice de Canonge
- 1951 : Les Deux Gamines de Maurice de Canonge

### Acteur
- 1927 : Napoléon Bonaparte (Napoléon) de Abel Gance : Le professeur Pichegru , Brienne le château

## Publications
- Cinéma, amour et Cie, Querelle, 1929
- Tu seras star !, Nouvelle Société d'Édition, 1930
- Le Cinéma allemand, Alcan, 1931
- Le Cinéma français, Éditions du Cygne, 1932
- Le Retour prodigue de l'enfant, Éditions Floréal
- Les Roseaux dansants, Éditions de la Renaissance
- La Chanteuse de l'empereur, Fayard
- Celui qui voulait fabriquer du bonheur, Éditions Jean Vigneau
- Cinéma 1900, Flammarion, 1965

En collaboration avec Charles Ford
- Histoire encyclopédique du cinéma (6 volumes), Robert Laffont
- Histoire du cinéma américain, Robert Laffont, 1955
- Le Cinéma et la presse 1895-1960, Armand Colin, 1961
- Victor Sjöström et l'école cinématographique suédoise, Éditions Universitaires, 1963
- Abel Gance, Seghers, 1963
- Les Vedettes de l'écran, P.U.F., coll. « Que sais-je ? », 1964
- Histoire illustrée du cinéma (3 volumes), coll. « Marabout Université », 1966
- Paris vu par le cinéma, Hachette, 1969, prix Marie-Eugène Simon-Henri-Martin de l’Académie française en 1970
- Dictionnaire du cinéma universel, Robert Laffont, 1970

## Anecdote
- C'est lui qui, avec Émile Vuillermoz, a eu l'idée d'un festival international du cinéma en France pour concurrencer la Mostra de Venise trop politisée à son goût (sous l'influence de Mussolini). Il soumit alors la proposition à Jean Zay, ministre de l'instruction publique de l'époque, ce qui permit la naissance du Festival de Cannes.